# Zamek w Durham
Zamek w Durham – normańska budowla warowna. Od 1840 znajduje się w nim uniwersytet. Zamek można zwiedzać, ale tylko z przewodnikiem, ponieważ jest domem dla ponad stu studentów. Zamek umiejscowiony jest na szczycie wzgórza, nad rzeką Wear, naprzeciwko katedry w Durham.

## Historia
Polecenie zbudowania zamku zostało wydane przez Wiliama Zdobywcę w 1072 roku. Zamek był wtedy prostym umocnieniem pozwalającym bronić półwysep utworzony przez rzekę Wear. Budowla jest przykładem rezydencji typu motte. Zamek był zamieszkany przez biskupów Durham, którzy rozbudowywali fortyfikację. Biskup Antony Bek zbudował główny hol w 1284 roku, a biskup Hatfield ją rozbudował w 1350. Była to największa sala główna w Brytanii do czasu aż biskup Fox skrócił ją około 1500 roku. W 1540 została wzniesiona kapliczka. Na mocy aktu parlametarnego z 1832 roku został założony Uniwersytet w Durham. Zamek został podarowany uniwersytetowi w 1837.

## Kapliczki
College dalej używa swoich dwóch kapliczek - Normańskiej, zbudowanej w 1078, oraz Tunstalla, zbudowanej w 1540.
Kapliczka Normańska jest najstarszą dostępną częścią zamku. W XV wieku jej trzy okna zostały zablokowane. Przestała być użytkowana do 1841 roku, kiedy zaczęto korzystać z niej jako korytarza. Podczas drugiej wojny światowej była używana jako miejsce nasłuchu dla Królewskich Sił Powietrznych. Została odbudowana po wojnie i jest używana do dziś.
Kapliczka Tunstalla jest częściej użytkowana, ze względu na większe rozmiary. Biskup Cosin oraz Crewew powiększyli ją pod koniec XVII wieku. Z tyłu kaplicy znajdują się szesnastowieczne krzesła.